# Гудзонова протока
Гудзо́нова протока (англ. Hudson Strait, фр. détroit d'Hudson) — протока в Північному Льодовитому океані, омиває береги Канади.
Протока знаходиться між півостровом Лабрадор на півдні та островом Баффінова Земля на півночі. Сполучає море Лабрадор Атлантичного океану з внутрішніми затоками Гудзоновою та Фокс. На південному сході відкривається у затоку Унгава.
Численні острови — Мілл, Солсбері, Ноттінгем, Чарльз, Біг, Баттон, Резольюшен, Еджелл, Діггес.
Довжина протоки становить 800 км, ширина від 115 км на сході до 240 км на заході. Глибина коливається від 115 до 407 м. Припливи високі — до 12,4 м. Часті шторми. Судноплавна упродовж 4 місяців на рік.
Названа на честь Генрі Гудзона, який вперше проплив нею у 1610 році.

## Межі протоки
Міжнародна гідрографічна організація так визначає межі Гудзонової протоки:
- На заході: лінія від мису Нувук (62°21′ пн. ш. 78°06′ зх. д. / 62.350° пн. ш. 78.100° зх. д.) до мису Лейсон, що є південно-східною точкою острова Саутгемптон, звідти східним берегом острова Саутгемптон до мису Сіхорс, що є східною точкою острова, звідти до мису Ллойд (64°25′ пн. ш. 78°07′ зх. д. / 64.417° пн. ш. 78.117° зх. д.) Баффінова Земля.
- На півночі: південне узбережжя острова Баффінова Земля між мисом Ллойд та Іст-Блуфф.
- На сході: лінія від Іст-Блуфф, що є південно-східною точкою Баффінової Землі (61°53′ пн. ш. 65°57′ зх. д. / 61.883° пн. ш. 65.950° зх. д.), до мису Мередіан (61°47′ пн. ш. 65°56.5′ зх. д. / 61.783° пн. ш. 65.9417° зх. д.), західної точки островів Лоуер-Савідж, уздовж південних берегів островів Лоуер-Савідж до південно-східної точки островів (61°44.5′ пн. ш. 65°40.2′ зх. д. / 61.7417° пн. ш. 65.6700° зх. д.) і звідти до найзахіднішої точки острова Резольюшен, його південно-західним узбережжям до мису Хаттон (61°18.7′ пн. ш. 64°46.8′ зх. д. / 61.3117° пн. ш. 64.7800° зх. д.), південний мис острівця, що розташовано до півдня від острова Резольюшен, звідти до мису Чідл, Лабрадор (60°23.7′ пн. ш. 64°26′ зх. д. / 60.3950° пн. ш. 64.433° зх. д.).

## Клімат
Акваторія протоки лежить у субарктичному кліматичному поясі. Улітку переважають помірні повітряні маси, взимку — полярні. Чітко відстежується сезонна зміна переважаючих вітрів. Досить великі річні амплітуди температури повітря. Цілий рік зустрічається багато морської криги. Прохолодне сире літо з частими туманами; зима вітряна й волога.

## Біологія
Акваторія протоки відноситься до екорегіону Гудзонового комплексу арктичної зоогеографічної провінції. У зоогеографічному відношенні донна фауна континентального шельфу й острівних мілин до глибини 200 м відноситься до арктичної циркумполярної області арктичної зони.